# NGC 7394
NGC 7394 – grupa gwiazd znajdująca się w gwiazdozbiorze Jaszczurki, przez niektóre źródła klasyfikowana jako gromada otwarta. Odkrył ją John Herschel 12 września 1829 roku. Grupa ta znajduje się w odległości ok. 4,3 tys. lat świetlnych od Słońca oraz 29,1 tys. lat świetlnych od centrum Galaktyki.